# Taquipnea transitoria del recién nacido
La taquipnea transitoria del recién nacido o pulmón húmedo es la persistencia del edema pulmonar del feto después del nacimiento, por lo que se denomina también retención de líquido pulmonar fetal y es una de las causas del síndrome de distrés respiratorio del recién nacido. En la mayoría de los casos, la persistencia de líquido en los pulmones causa taquipnea, de allí el nombre, con una frecuencias respiratorias entre 60-160 por minuto (la mayoría de los recién nacidos normales toman de 40 a 60 respiraciones por minuto). Los síntomas respiratorios por lo general resuelven por sí solos al cabo de 3 a 4 días después del nacimiento. El temor al desarrollo de policitemia, hiperbilirrubinemia y la taquipnea transitoria del recién nacido son algunas de las razones por la que muchos facultativos, especialmente en el hemisferio occidental, deciden pinzar el cordón umbilical en los primeros segundos después del nacimiento.

## Patogenia
Los pulmones del feto producen un líquido especial que contiene agua y algunos electrolitos como el sodio y el cloro, que los llena y ayuda a su desarrollo. En los recién nacidos a término, el volumen en los alvéolos comienza a disminuir pocos días antes del nacimiento y el mismo trabajo del parto estimula a los pulmones a vaciar el líquido remanente o reabsorberlo sustituyéndolos de aire con las primeras respiraciones del nacimiento. Es posible que ciertas hormonas contribuyan con este proceso horas antes del nacimiento.
Es posible que estos estímulos químicos y físicos no respondan tan bien en los bebés nacidos prematuros y puede haber más líquido en el pulmón cuando estos nacen. Lo mismo parece ser el caso si la madre fue sometida a una operación cesárea sin estar en trabajo de parto, de nuevo dejando más líquido en el pulmón al momento de nacer. El riesgo de una taquipnea transitoria del recién nacido es mayor en neonatos prematuros, aquellos que nacen por cesárea sin trabajo de parto y quienes nacen de madres diabéticas o que hayan recibido grandes cantidades de analgésicos durante el parto.
Otros posibles factores de riesgo incluyen:
- Sexo masculino
- hipoxia perinatal
- macrosomia fetal (el bebé de madres diabética).
- Bajos puntajes de Apgar[5]
- Tratamiento de la infertilidad.[5]
- Parto instrumentado o mediante extracción al vacío.
- Fosfatidilglicerol (un indicador de madurez pulmonar) negativo en el líquido amniótico por la deficiencia de surfactante pulmonar y otras pruebas de inmadurez fetal.

## Cuadro clínico
La taquipnea tansitoria del recién nacido se presenta en las primeras horas de vida con una frecuencia respiratoria mayor a 60 por minuto, quejido espiratorio, requerimiento de oxígeno elevado y gasometría arterial que no refleja una retención de dióxido de carbono. En casos extremos puede aparecer cianosis.

## Tratamiento
El tratamiento consiste en proporcionar una cantidad suficiente de oxígeno a todo recién nacido con dificultad respiratoria. El tratamiento generalmente comienza con la aplicación de oxigenoterapia. Si no mejora, se suele emplear un CPAP: presión continua de aire a presión, o en casos graves, ventilación mecánica después de la anterior intubación del paciente. Se debe garantizar al bebé un ambiente de tranquilidad y protegerla contra la pérdida de calor.
El uso de medicamentos en la taquipnea transitoria del recién nacido es mínima. El uso empírico de antibióticos se utilizan a menudo para 48 horas después del parto, hasta que la sepsis neonatal se haya descartado en pacientes con sugestión clínica. Los antibióticos más usados son una combinación de una penicilina (por lo general, la ampicilina) y un aminoglucósido (por lo general, la gentamicina). Los diuréticos no han demostrado ser de beneficio.